# Shahrestān-e Sīb va Sūrān
Shahrestān-e Sīb va Sūrān (persiska: شهرستان سيب و سوران, سيب و سوران) är en delprovins (shahrestan) i Iran.   Den ligger i provinsen Sistan och Baluchistan, i den sydöstra delen av landet, 1 400 km sydost om huvudstaden Teheran.
Delprovinsen hade 85 095 invånare 2016.